# Чормаган
Чормаган (пом. 1241) — нойон, могутній намісник західних територій Ірану, Месопотамії та Кавказу.. 
Перша згадка відноситься до 1229 року, коли очоолив самостійний тумен у поході проти хорезмшаха Джелал ад-Діна Макбурну. Спочатку зайняв Керман і Фарс. Діяв у 1230 і 1231 роках в Мазандарані, невдовзі переміг хорезмшаха, що невдовзі загинув. Рушив за цим проти кавказьких держав. 1235 року захопив Гянджу. Згодом підкорив увесь Південний Кавказ. У 1241 році Чормагана змінив на посту командувача військами нойон Байджу.